# Josué Guébo
Josué Yoroba Guébo (auch Josué Guébo, * 21. Juli 1972 in Abidjan, Côte d’Ivoire) ist ein ivorischer Akademiker, Lyriker und Novellist. Er gilt als eine der prägenden Gestalten der afrikanischen Poesie. Er ist Vorsitzender des ivorischen Schriftstellerverbandes (AECI) und war 2014 Gewinner des UTam’si-Preises für sein Songe à Lampedusa (dt. Denk an Lampedusa).

## Leben
Josué Guébo, wurde am 21. Juli 1972 in Abidjan, der wirtschaftlichen Hauptstadt der Côte d’Ivoire geboren. Sehr früh begann er, Gedichte zu schreiben. Sein Erstlinggedicht hatte er wohl im Alter von zwölf oder dreizehn Jahren verfasst, als er den ersten Zyklus der Sekundarstufe in Grand-Bassam besuchte. Durch sein Interesse an Lektüre kam er mit den Werken von Aimé Césaire, besonders Cahier d'un retour au pays natal (dt. Zurück ins Land der Geburt), oder denen von Paul Verlaine, vor allem Romances sans paroles (dt. Lieder ohne Worte) in Berührung. Er lernte auch die bedeutendsten Afrikaner während seines Schulbesuchs und Hochschulstudiums kennen. Josué Guébo ist Doktor der Wissenschaftsphilosophie und -geschichte und tätig als Universitätsdozent und Forscher.